# جورج لوفتوس نويز
جورج لوفتوس نويز (بالإنجليزية: George Loftus Noyes)‏ هو رسام أمريكي، ولد في 1864 في أونتاريو في كندا، وتوفي في 1954.